# Казанская конка
Казанская конка — система конно-железных дорог, существовавшая в городе Казань c 2 октября 1875 года. Изначально она обслуживала лишь центральный район, однако позже расширилась в другие. Просуществовав 25 лет, конка была окончательно переведена на электрическую тягу 13 декабря 1900 года.

## История
До открытия конки одним из видов транспорта в городе оставались конные повозки, находившиеся во владениях богатых жителей. Другим — возчики, возившие на телеге мелкие грузы и пассажиров. К концу XIX века было необходимо создание альтернативы гужевому транспорту, не справлявшемуся с потоком пассажиров.
Первая попытка организации конки в Казани была произведена в 1867 году. Между промышленником Шитовым и Казанской губернской управой был заключён договор на строительство линии длиной 7 вёрст от улицы Большая Проломная до пристаней на Волге, однако впоследствии Шитов от договора отказался из-за нежелания следить за состоянием дамбы, по которой должна была пролегать линия.
1 января 1870 года Министерство путей сообщения одобрило проект инженера П. П. Панаева. Строительство началось 2 октября 1873 года. Рельсы поступали из Англии. 2 октября 1875 года казанская конка была открыта. Событие было широко освещено местными газетами, по пути маршрута были вывешены разноцветные флажки. Через 21 метр произошла первая авария, упряжка лошади порвалась, через 15 минут движение восстановилось. Конка пользовалась популярностью только у богатых горожан из-за высокой цены, однако по настоянию земств она была снижена, и на ней стали ездить крестьяне, грузчики и мастеровые.
На момент открытия эксплуатировалось 12 вагонов вместимостью до 40 человек, их скорость составляла 4 версты в час. В начале были открыты 2 линии: «Волжская» — от Толчка до Дальнего устья, а также «Проломная» — от Толчка по Проломной улице через Рыбную площадь до церкви Сошествия св. Духа в Суконной слободе.
В 1877 году купец финского происхождения Густав Тальквист стал владельцем системы. В 1885 году управлять конкой стало «Товарищество Волжско-Казанской железной дороги и торговых складов», а в 1892 году — Н. Л. Марков, который совместно с И. А. Лихачёвым заключил договор с Городской думой на расширение путевого хозяйства.
Последним владельцем стало «Бельгийское Анонимное Общество конно-железных дорог в Казани». 10 июня 1897 года власти города заключили с ним договор на создание электрического трамвая. Было открыто ещё три линии, общая длина всех маршрутов составила 18,3 км. Пути в основном были одноколейные с разъездами через 300—600 м. Конка располагала двумя парками: Адмиралтейским на 200 лошадей и Арским на 130 лошадей. Летом система работала с 7 часов утра до 9 вечера. Зимой конка ходила по отдельным линиям, а иногда движение полностью останавливалось до весны.
13 декабря 1900 года конка прекратила своё существование, став основой для электрического трамвая, открывшегося в 1899 году. Переход на новый вид тяги происходил постепенно, иногда трамвай и конка совмещались на одной линии. К моторным трамваям из Бельгии в качестве прицепных вагонов использовались переоборудованные конки. Они имели второй этаж-«империал», сделав Казань единственным городом в Российской империи с двухэтажным электрическим трамваем.

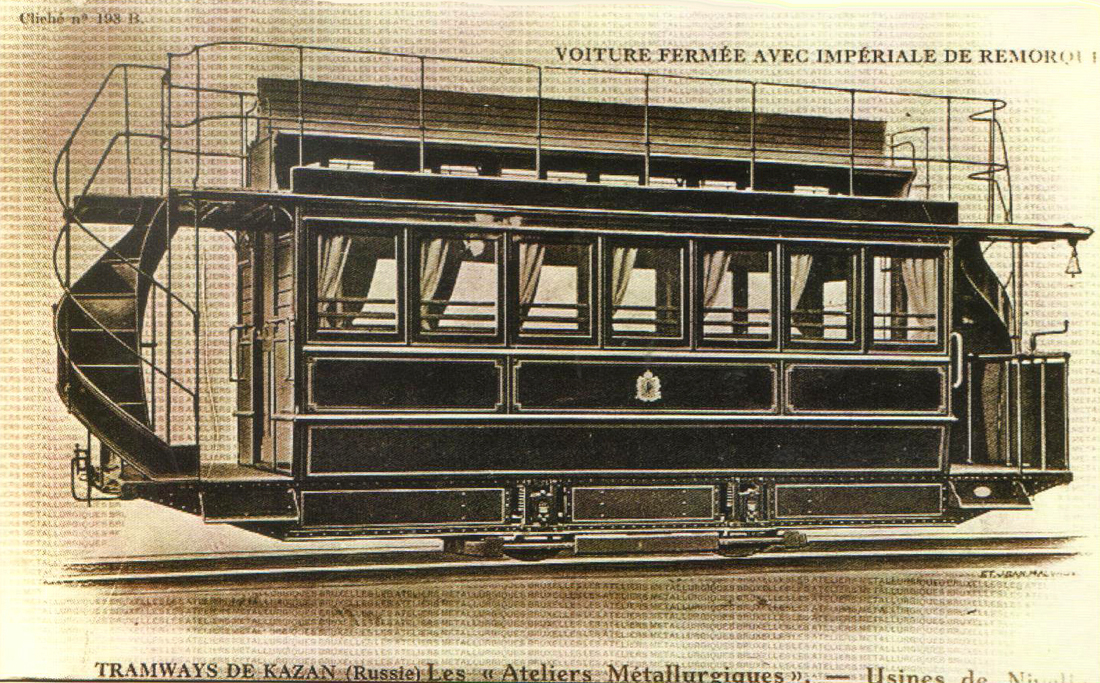
Двухэтажный бельгийский вагон
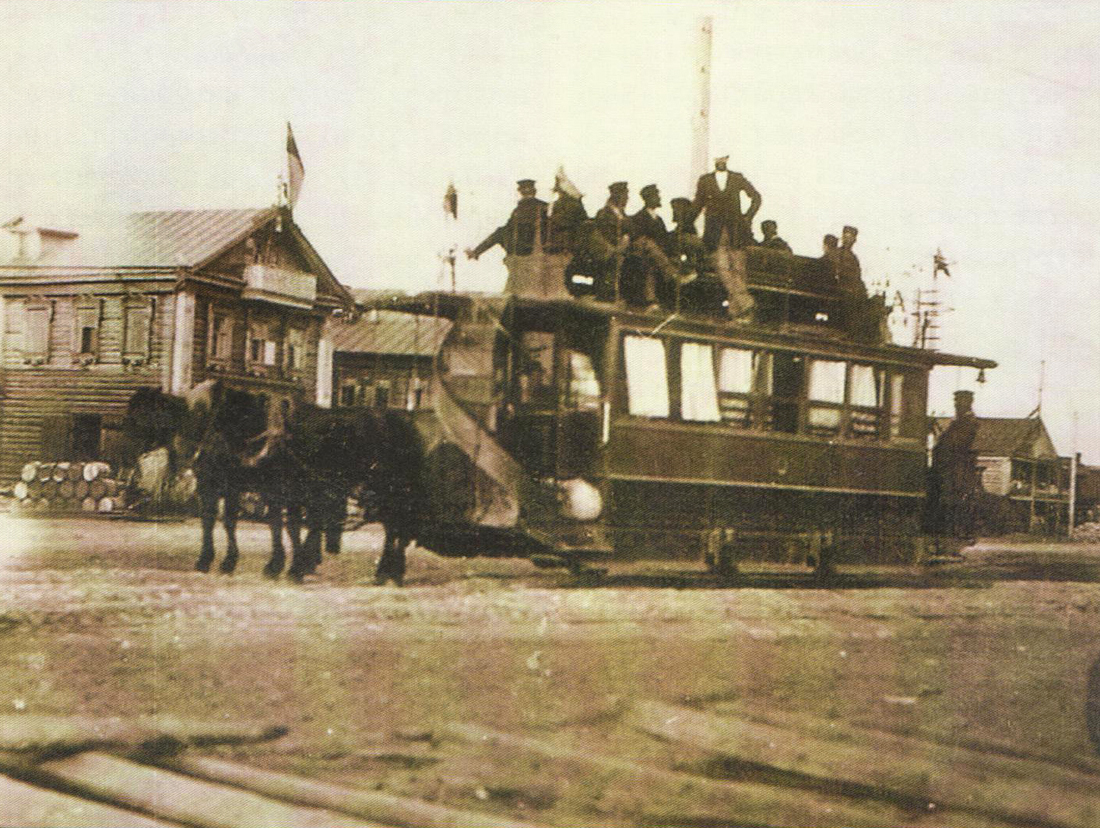
Конка на Петрушкинском разъезде

### Линии

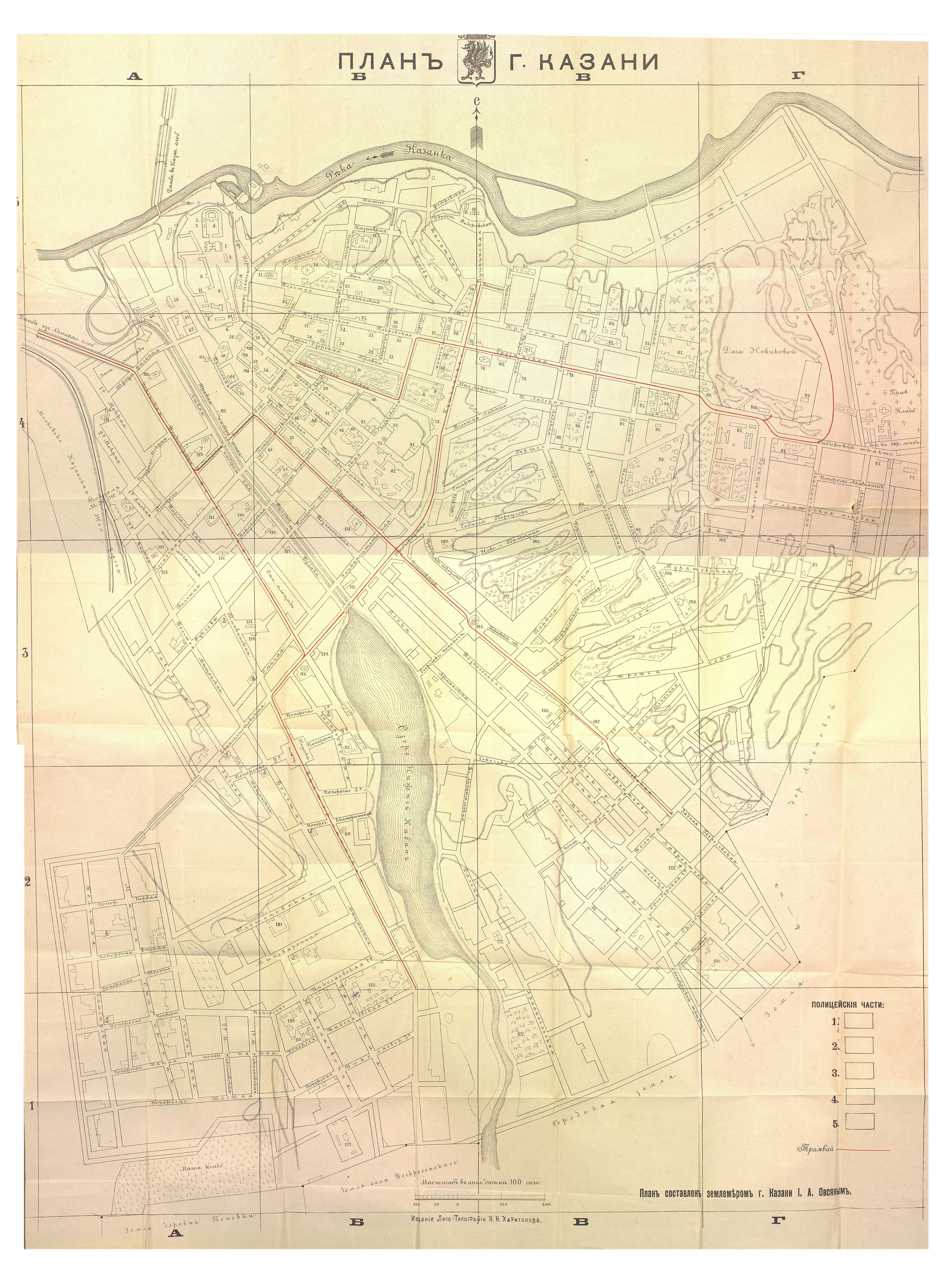
План маршрутов конки, составленный землемером И. А. Овсяным в 1899 году

- «Волжская» (Толчок — пристани в Дальнем Устье)[4]
- «Проломная» (Толчок — Проломная — Рыбнорядская площадь — Суконная слобода)[4]
- «Грузинская» (Николаевская площадь у Кремля — Вознесенская — Лево-Черноозёрная — Покровская — Грузинская — Арское поле — кладбище)[4]
- «Центральная» (Право-Театральная — Верхне-Федоровская — Рыбнорядская — Мяснорядская — Евангелистовская)[4]
- «Екатерининская» (Николаевская площадь — Толчок — Владимирская — Московская — Сенная площадь — Тихвинская — Евангелистовская — Екатерининская — завод Крестовниковых)[4]

## Память
Двухэтажный вагон был установлен на улице Петербургской, напротив центрального офиса «Метроэлектротранса». Он представлен вместе с другими ретро-моделями.
В Адмиралтейской слободе, на разворотном кольце, находились лошади, которые заменяли пару других, прибывавших из центра города. Лошадь, которая разворачивала вагон, была прозвана Петрушкой. Позднее сам разъезд стал именоваться её именем.
В 2011 году гендиректор Казанского подшипникового завода Даниал Бикмухаметов предложил увековечить память Петрушки, создав памятник. В том же году был представлен макет. В 2014 году скульптуру лошади отлили из бронзы и установили на месте Петрушкиного разъезда. В 2015 году к Петрушке была приставлена конка. Изначально Бикмухаметов планировал установить вагон, который стоит на улице Петербургской, однако «Метроэлектротранс» запретил ему. Платформа конки была куплена у музея электрического транспорта Санкт-Петербурга за 100 тысяч рублей. Бикмухаметов планировал изготовить вагон по подобию двухэтажного казанского, но решил отказаться.

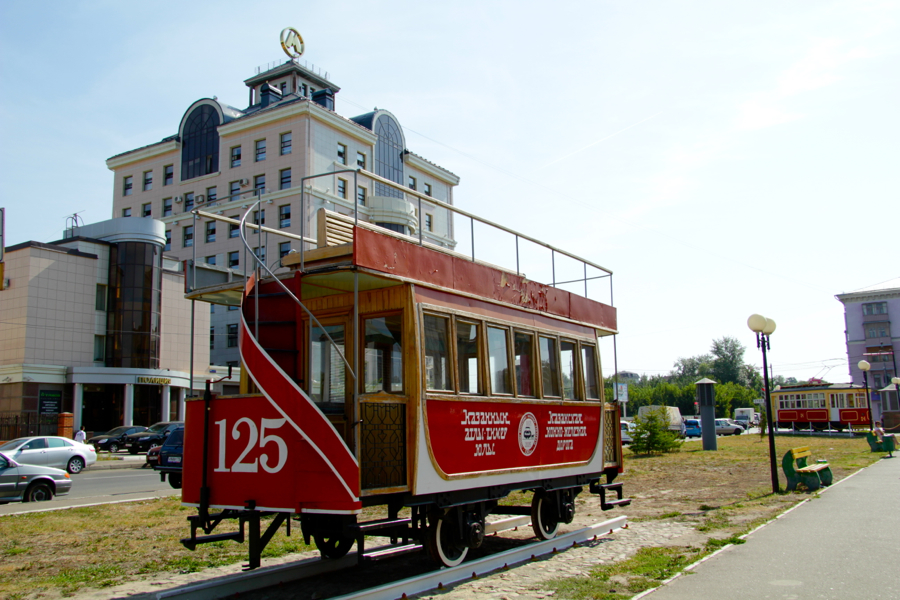
Вагон на улице Петербургской
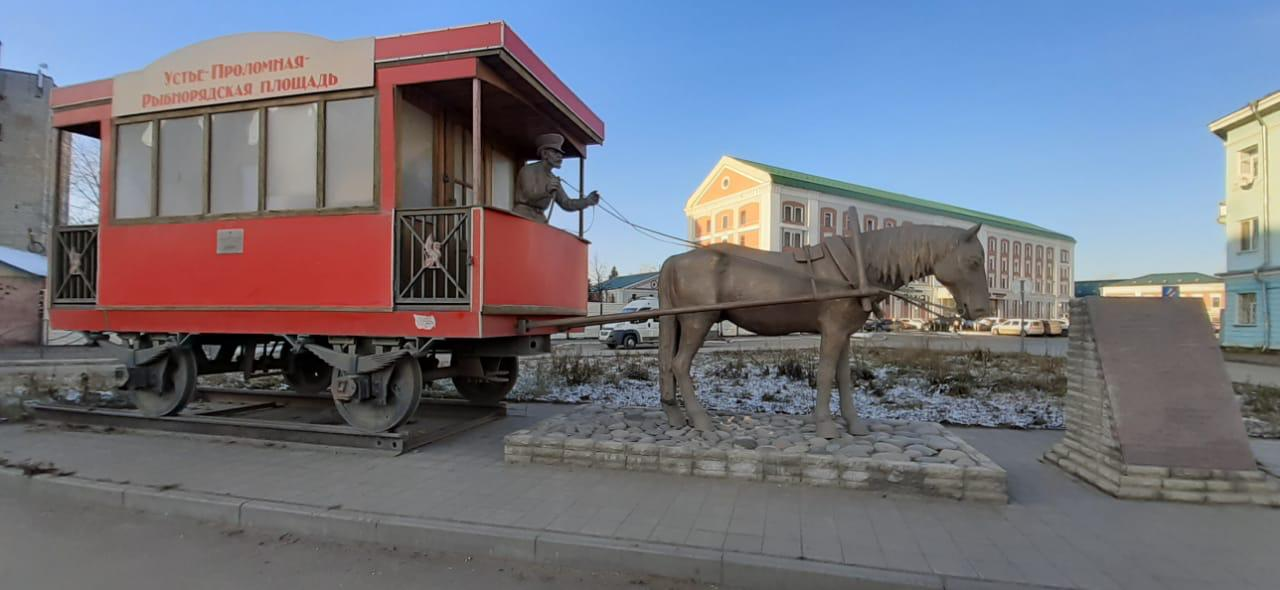
Памятник Петрушке